# Duché de Milan
1395–1447
1450–1796
Entités précédentes :
- Saint-Empire
 Seigneurie de Milan
- République ambrosienne

Entités suivantes :
- République transpadane

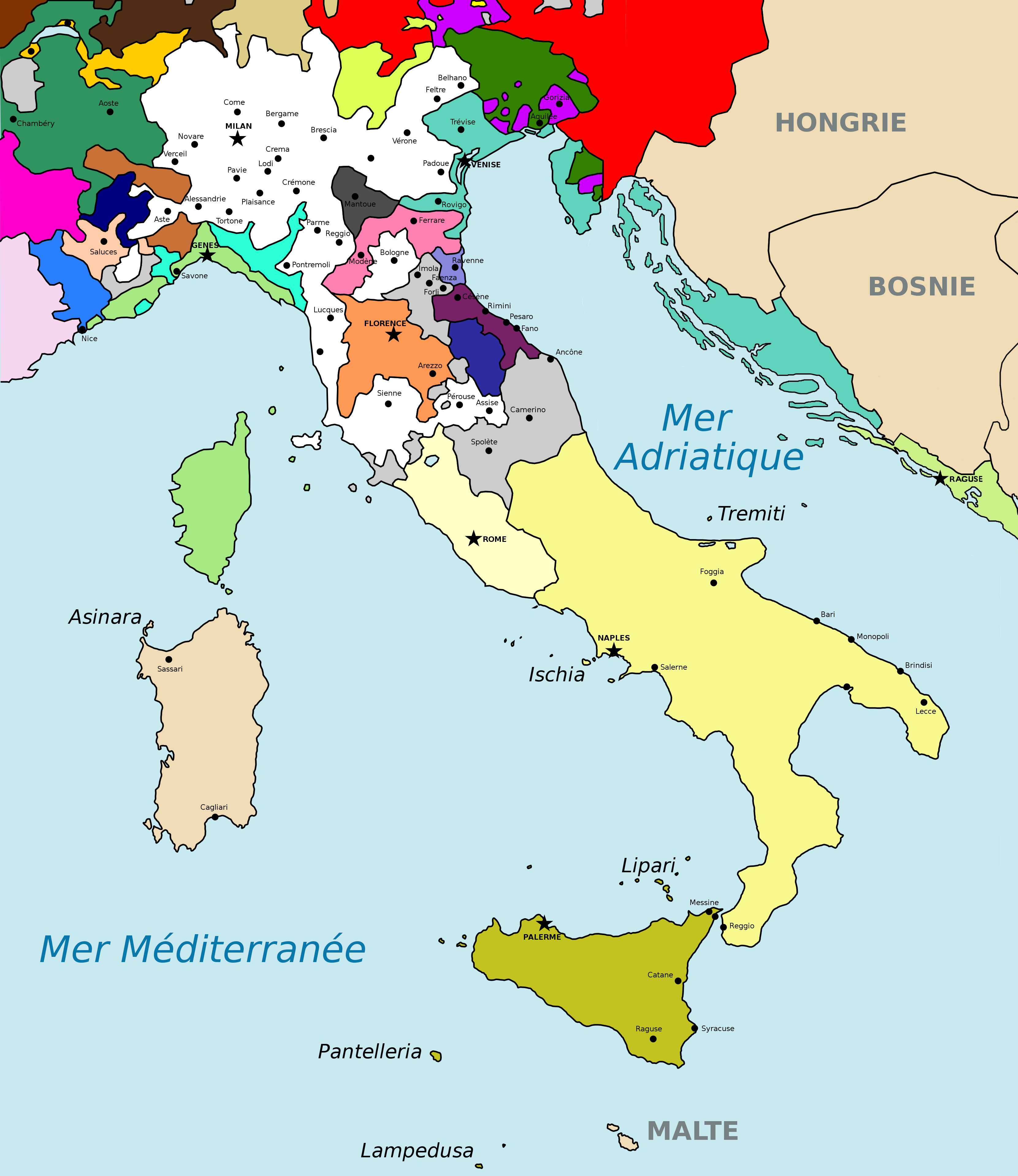
Carte de l'Italie du Nord en 1402.
Archiduché d'Autriche
Comté de Goritz
Comté de Nice
Comté de Provence
Comté de Savoie
Diocèse de Coire
Diocèse de Trente
Duché de Milan
États pontificaux
Marquisat de Ferrare
Marquisat de Malaspina
Marquisat de Mantoue
Marquisat de Montferrat
Marquisat de Saluces
Patriarcat d'Aquilée
République de Florence
République de Gênes
République de Venise
Royaume de France
Royaume de Naples
Royaume de Sicile
Signoria de Ravenne
Signoria de Rimini
Signoria d'Urbin
Valais
Autres États

Le duché de Milan (en italien : Ducato di Milano) est un ancien État italien créé en 1395 par Jean Galéas Visconti et qui a duré jusqu'en 1796.
Fief impérial relevant du Saint-Empire romain germanique, il est indépendant de facto jusqu'à la fin du Moyen Âge, sous le règne des Visconti, puis des Sforza. Il passe sous domination française au début du XVIe siècle, avant d'entrer dans les possessions des Habsbourg d'Espagne (1535-1706), puis des Habsbourg d'Autriche (1706-1796).
Les frontières du duché ont varié au cours des siècles. Son territoire couvrait principalement la Lombardie, avec Milan et Pavie, centres traditionnels de l'ancien royaume lombard, comprenant Côme, Bergame et Crémone, mais il a pu s'étendre vers la Vénétie (Vérone, Vicence, Padoue), la Toscane (Pise et Sienne) et l'Ombrie (Pérouse).

## Géographie
Il se situait au centre de la plaine du Pô, au nord et au sud du fleuve. Il était bordé, au nord par les Alpes lépontines, et au sud, par les Alpes apuanes, partie ouest des Apennins. Même si Milan ne disposait que d'une voie d'eau navigable naturelle, elle est située au débouché du lac de Côme et du lac Majeur, auxquels elle est reliée par un réseau de canaux, et par-delà aux cols alpins.
Les États limitrophes étaient la Suisse au nord, l'évêché de Trente, autre fief du Saint-Empire, au nord-est, la république de Venise et le duché de Mantoue à l'est, le duché de Modène et Reggio au sud-est, la république de Gênes au sud, le marquisat de Montferrat à l'ouest et le duché de Savoie au nord-ouest.
Le duché se trouve au carrefour de l'Italie et de l'Europe transalpine, sur les grandes routes entre Rome et Florence vers le sud et la France et l'Allemagne vers le nord.
Parme, au sud-est du duché, en fit partie jusqu'au XVIe siècle, date de la création du duché de Parme et Plaisance.

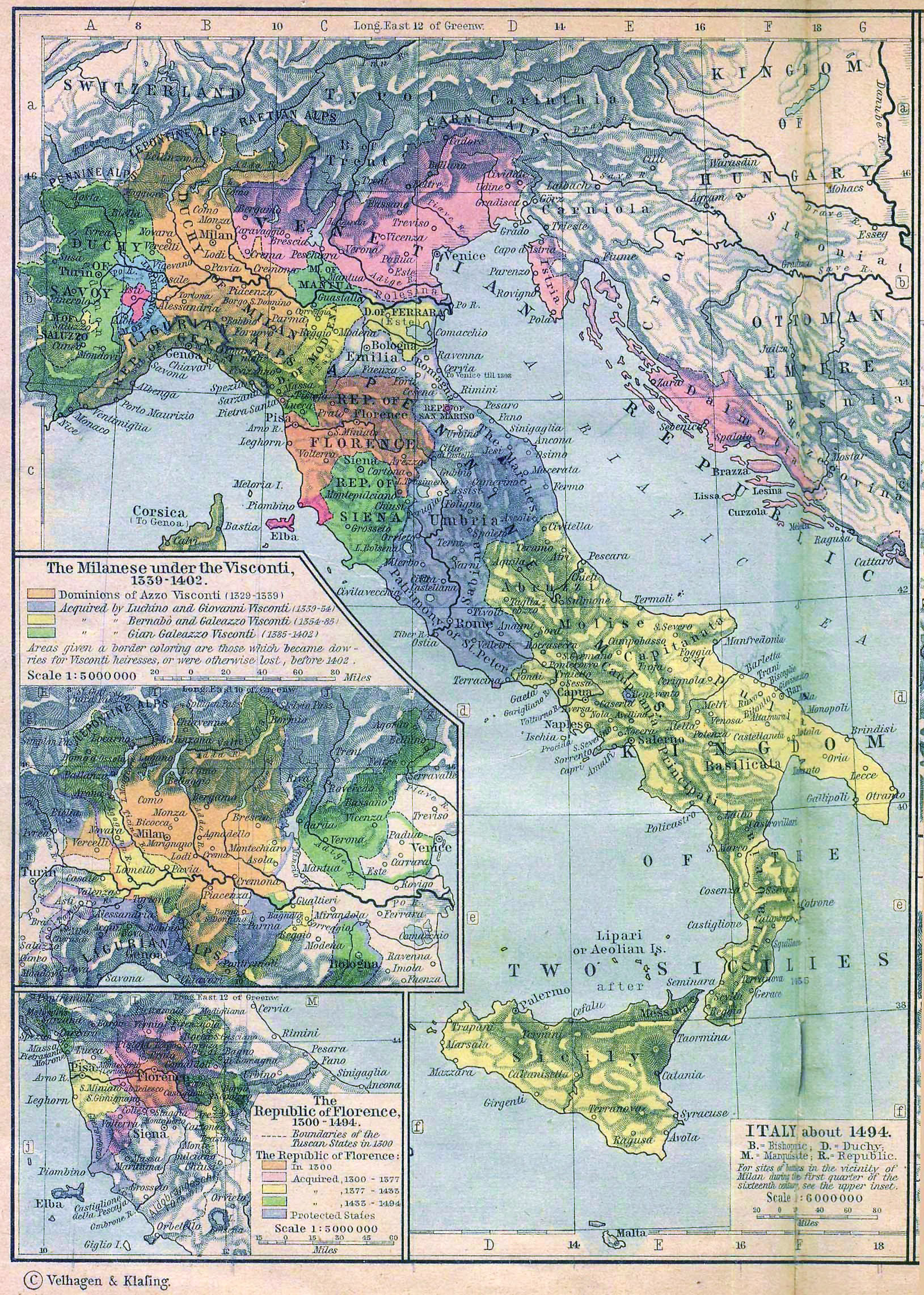
Carte de l'Italie en 1494. Dans le cartouche au centre à gauche, le duché de Milan.

## Histoire

### Milan avant la création du duché
Milan a d'abord été un comté de l'Empire carolingien (840-979), puis un fief dirigé par un comte-archevêque (979-1101), puis une commune dirigée par le podestat élu, en 1183 après la signature de la paix de Constance.
En 1259, à la mort du podestat Pagano della Torre, son neveu Martino s'impose par un coup d'État comme « seigneur de Milan ». En 1262, leurs rivaux, les Visconti, accèdent au siège archiépiscopal. En 1277, Otton Visconti remporte la bataille de Desio sur Napoleone della Torre et prend en main la seigneurie. Après une période de lutte entre les Visconti et les Della Torre, les premiers établissent leur domination sur la cité à partir de 1311 avec Mathieu Ier Visconti. Dans le jeu politique italien, c'est une victoire des gibelins, partisans de l'empereur, sur les guelfes.
Le territoire primitif du duché correspond approximativement au diocèse de Milan avec des enclaves dans ceux de Pavie et de Côme, et le haut Tessin.

### LesVisconti(1395-1447)
Devenu seigneur de Milan en 1385, son descendant Jean Galéas Visconti obtient de l'empereur Venceslas Ier le titre de duc en 1395. L'année suivante, son pouvoir est étendu aux autres villes et territoires milanais.
La création du duché attribue au nouveau duc des pouvoirs restés à l'empereur après la paix de Constance de 1183 comme le droit de demander fidélité à tous ses sujets, vassaux et citoyens. Il a aussi le droit de juger en appel et de nommer un podestat, droit tombé en désuétude que les Visconti remettent en vigueur. Le podestat, qui était autrefois le gardien des libertés communales, devient le représentant du prince.
La lignée Visconti s'éteignit sans descendant légitime en 1447. Milan vit alors se constituer une république sous le nom de République ambrosienne. Plusieurs prétendants se déclarèrent dont Charles Ier d'Orléans, neveu du roi de France Charles VI, héritier par sa mère Valentine Visconti, fille du duc Jean Galéas. Ce fut le condottiere Francesco Sforza, qui avait épousé Blanche Marie, fille naturelle illégitime du dernier Visconti régnant, Philippe Marie Visconti, qui s'empara de la cité en 1450 et se proclama duc.

### LesSforza(1450-1535)
Francesco Sforza jusqu'en 1466, puis ses descendants jusqu'en 1535, régnèrent  sur le duché, mais avec plusieurs interruptions dues à des occupations françaises.
En 1498, le fils du duc d'Orléans devint roi de France sous le nom de Louis XII et fit immédiatement valoir ses droits sur le duché, continuant ainsi les guerres d'Italie. Il l'envahit dès 1499 et en chassa Ludovic Sforza, dit « Ludovic le More ». Les Français gouvernèrent le duché jusqu'en 1513. Le roi y nomma gouverneurs Jean de Foix, mort après le 27 octobre 1500, de juillet 1495 jusqu'au 27 juillet 1497 ; Jacques de Trivulce du 6 octobre 1499 jusqu'au 2 février 1500 ; Charles II d'Amboise de Chaumont le 10 avril 1500 ; Gaston de Foix-Nemours, tué le 11 avril 1512, après 1510. Il négocia avec les forces politiques locales afin d'établir une politique de normalisation contre les opposants. Les Milanais récupèrent alors quelques espaces de gouvernement comme le contrôle des institutions, des bénéfices ecclésiastiques et des sanctuaires comme la cathédrale. L'aristocratie regagna un rôle politique. Louis XII parvint à maintenir sa domination sur le duché pendant une douzaine d'années mais cette implantation française dans une des régions les plus riches d'Italie suscita la réaction des autres puissances européennes.
En 1512, une vaste coalition réunissant les rois catholiques, Henri VII d'Angleterre, les cantons suisses et la république de Venise se forma sous la houlette de Jules II afin de chasser les Français. Gaston de Foix prit l'initiative sur ses adversaires et surprit la ligue par une rapide offensive en Romagne, remportant une brillante victoire à Ravenne en 1512. Il fut tué en pourchassant des fuyards ce qui permit aux Suisses d'envahir le Milanais et de placer à sa tête Maximilien, le fils de Ludovic. En 1513, une tentative des Français pour reprendre le duché se brisa face aux troupes alliées à Novare. Sous le règne de François Ier, les Français revinrent en 1515 et, à la suite de la bataille de Marignan, firent prisonnier Maximilien et expulsèrent les Sforza et leurs alliés. La paix de Noyon signée en 1516 reconnut la souveraineté du roi de France sur le Milanais. Celui-ci nomma alors de nouveaux gouverneurs, Odet de Foix en mars 1516, et le 8 juin 1516, Charles III de Bourbon.
Les Français contrôlèrent Milan pendant six ans jusqu'en 1521, lorsque l'armée impériale envahit le duché et les contraignit à se retirer. Charles Quint, qui ne pouvait admettre cette domination française, offrit le trône ducal en 1522 au jeune frère de Maximilien, François II Sforza. Une contre-attaque française échoua lors de la bataille de la Biccoca le 27 avril.
La ville fut reprise par les Français le 26 octobre 1524 et, dès le 15 septembre 1524, Michel-Antoine de Saluces fut nommé gouverneur. Théodore de Trivulce lui succéda en 1525 mais, après la défaite française décisive de Pavie, en 1525, le duché fut à nouveau perdu et les forces impériales de Charles Quint dominèrent la péninsule italienne. François Ier fut fait prisonnier et obtint sa libération l'année suivante contre la promesse de renoncer à toute ambition en Italie. François II Sforza rejoignit la ligue de Cognac contre l'empereur avec la république de Venise, la république de Florence, le pape Clément VII et les Français. Il fut rapidement chassé par les forces impériales, mais parvint à se maintenir dans les autres villes du duché, et accéda à nouveau au pouvoir à Milan par la paix du traité de Cambrai en 1529.
François, maintenu sur son trône mais devant se plier à l'autorité de Charles Quint, mourut sans héritier direct en 1535 et la question de la succession resurgit.

### La domination espagnole
Depuis la mort de François II Sforza en 1535, le duché est en effet vacant et, en tant que fief impérial, est retourné à l'empereur, qui doit désigner un nouveau duc. L'empereur et le roi de France réclament alors chacun le duché, pour leur fils respectif. L’Empereur fait cependant investir secrètement son fils aîné Philippe, dès 1540, mais sans pouvoir contrôler la situation.[pas clair]
Charles Quint a retardé sa décision afin de disposer de ce fief en cas de nécessité diplomatique. Pendant dix ans, il temporise, avec divers projets diplomatiques : investiture à un de ses neveux autrichien ; dotation sa nièce Anne d'Autriche, fille de son frère Ferdinand, pour épouser Charles d'Orléans, fils de François I, dans le cadre la trêve de Crepy-en-Laonnois (1544). L’échec de ce dernier projet, en raison du décès inattendu de Charles, quelques jours avant le mariage (septembre 1545), pousse l’Empereur à placer officiellement son fils à la tête du duché de Milan, en 1546.
Philippe visite le duché deux ans plus tard (1548), laissant la régence espagnole à sa sœur Jeanne (1537-1573).
La possession du duché par l'Espagne fut finalement reconnue par la France lors de la signature du traité du Cateau-Cambrésis en 1559.
Le duché de Milan resta entre les mains espagnoles jusqu'à la guerre de Succession d'Espagne au début du XVIIIe siècle, quand il fut conquis par les Autrichiens. Milan devient alors un centre de la Contre-Réforme.

### La domination autrichienne
Le traité de Baden, qui mit fin à la guerre de Succession d'Espagne en 1714, fit passer Milan sous domination autrichienne. 
Le duché demeura aux mains des Autrichiens jusqu'à sa conquête par l'armée française de Napoléon Bonaparte en 1796, qui fonda l'éphémère République transpadane. En 1797, le duché fut officiellement cédé par l'Autriche à la France par le traité de Campo-Formio. Il forma alors la partie centrale de la nouvelle et tout aussi éphémère République cisalpine dont Milan fut la capitale.

## Organisation

### Sous les Visconti et les Sforza
Le conseil ducal est divisé en deux organes. Le plus important est le conseil privé, consiglio segreto, placé sous l'autorité du duc et où siègent des personnages riches et importants du duché,. Il s'occupe des affaires politiques, diplomatiques, des procès criminels, de la sécurité, des finances, de la santé publique, des travaux, de la réception des ambassadeurs et des cérémonies d'État. Il a aussi le rôle de cour d'appel. Le second est le conseil de justice, consiglio di giustizia, qui a autorité sur les cas civils et dont les membres sont des juristes. Chaque conseil a un chancelier et des secrétaires.
L'administration est divisée entre organises centraux et périphériques. Chaque bureau central a une spécialité comme la justice, la santé publique ou les finances. Les officiers les plus nombreux gèrent le fisc et les finances. Les maîtres des entrées, maestri delle entrate, sont divisés en deux groupes, responsables de l'ordinaire et de l'extraordinaire, et le référendaire, referendario generale, qui supervise les revenus des cités soumises. La chancellerie, cancelleria segeta, est chargée de la communication entre les différents bureaux et tient les registres de tous les organes du gouvernement. Après l'avoir réorganisée, Francesco Sforza met à sa tête un Calabrais, Cicco Simonetta, son homme de confiance de l'époque où il était condottiere et dont il fait le deuxième personnage du duché. Il reste à ce poste jusqu'à sa mort en 1472.
La chancellerie envoie ses messagers dans toutes les villes soumises. Pour ne pas heurter les sensibilités locales, les magistratures anciennes y ont été conservées mais sont détournées de leurs fonctions initiales. Le podestat est un représentant nommé par le duc dont l'office est parfois associé avec celui de commissaire. Les plus grandes villes ont des référendaires chargés des impôts.

## Économie
Les habitants de la plaine fertile du Pô sont avant tout agriculteurs. Cependant, la richesse du duché provient surtout des activités urbaines, notamment de celles de Milan, une des plus grandes villes de la chrétienté dotée d'une grande variété d’industries comme le textile et l'armurerie, ainsi que d'un commerce important. D'autres villes sont très prospères comme Alessandria, Côme, Lodi, Crémone, Novare, Parme, Pavie, Plaisance ou Tortone.